# Discografia de Bruce Springsteen
El músic estatunidenc Bruce Springsteen ha publicat 21 àlbums d'estudi, 23 àlbums en directe, 77 Senzills i 66 vídeos musicals. Àmpliament conegut com "The Boss" pels mitjans de comunicació, Springsteen ha venut més de 150 milions de discos a tot el món, el qual el situa entre els artistes musicals amb més vendes de la història. Billboard el va classificar com el 24è artista més gran de tots els temps. Segons el Recording Industry Association of America, ha venut 65,5 milions d'àlbums als Estats Units, el que el converteix en el setè solista masculí amb més vendes de tots els temps. Born in the U.S.A. segueix sent l'àlbum amb més vendes de la seva carrera, amb més de 30 milions de còpies a tot el món.
Springsteen ha llançat discos de manera constant des de 1973 i és àmpliament conegut per la seva marca de heartland rock amb ganxos pop, lletres poètiques i sentiments de la cultura nord-americana centrats en la seva Nova Jersey natal. La E Street Band ha estat la banda de suport principal de Springsteen des de 1972 i ha aparegut en la majoria dels seus àlbums d'estudi i llançaments en directe. Springsteen també va llançar un àlbum d'estudi i en directe amb The Sessions Band.
Els enregistraments de Springsteen han acostumat a alternar entre àlbums de rock comercialment accessibles i treballs ombrívols orientats al folk. El seu període de més èxit comercial es va produir entre Born to Run de 1975 i Tunnel of Love de 1987. Born in the U.S.A. de 1984 va llançar Springsteen al superestrellat i l'àlbum es va convertir en un dels àlbums amb més vendes de tots els temps. Va produir set singles d'èxit entre els 10 millors, empatats com els que més amb Thriller de Michael Jackson i Rhythm Nation 1814 de Janet Jackson. Springsteen ha mantingut constantment un públic fidel des dels seus èxits dels anys 80 i ha experimentat una renovada força comercial des de The Rising de 2002, el primer d'una sèrie d'àlbums consecutius d'èxit després d'una reunió de 1999 amb la E Street Band de la qual s'havia separat el 1989. High Hopes de 2014 va ser l'onzè àlbum número 1 de Springsteen i va col·locar en el tercer lloc de tots els temps amb més àlbums número 1, només per darrere de Jay-Z (13) i els Beatles (19). Va aconseguir el seu onzè àlbum número 1 al Regne Unit amb el seu següent llançament, Western Stars del 2019, que el va veure unir-se a Elvis Presley, David Bowie i Robbie Williams en onze números 1 al Regne Unit, només per darrere de Madonna (12) i els Beatles (15). L'octubre de 2019, Springsteen va estrenar una pel·lícula teatral per a Western Stars que va marcar el seu debut com a director. La pel·lícula va anar acompanyada de la banda sonora Western Stars - Songs from the Film. El vint-i-unè i darrer àlbum fins a la data de Springsteen, Only the Strong Survive, es va publicar el 2022.
En total, Springsteen ha publicat 20 àlbums d'estudi, 77 senzills, 8 extended plays, 23 àlbums en directe, 7 caixes recopilatòries, 8 àlbums recopilatoris, 1 banda sonora, 66 vídeos musicals i 17 vídeos casolans. El 2014, Springsteen va obrir els Bruce Springsteen Archives i va anunciar que llançaria diversos espectacles del seu passat que s'han restaurat i remasteritzat digitalment, a diferència dels llançaments contrabandistes, oficialment avalats pel mateix Springsteen.

## Àlbums

### Àlbums d'estudi
| Títol                                                                  | Detalls de l'àlbum                                                                                        | Màximes posicions | Màximes posicions | Màximes posicions | Màximes posicions | Màximes posicions | Màximes posicions | Màximes posicions | Màximes posicions | Màximes posicions | Màximes posicions | Certificacions                                                                                               |
| Títol                                                                  | Detalls de l'àlbum                                                                                        | US                | AUS               | CAN               | ALE               | IRL               | PB                | NZ                | NOR               | SWE               | UK                | Certificacions                                                                                               |
| ---------------------------------------------------------------------- | --- | ----------------- | ----------------- | ----------------- | ----------------- | ----------------- | ----------------- | ----------------- | ----------------- | ----------------- | ----------------- | --- |
| Greetings from Asbury Park, N.J.                                       | - Publicació: 5 gener 1973 - Segell: Columbia - Format: LP, Casset, CD, 8-Track                           | 60                | 71                | —                 | —                 | —                 | —                 | —                 | —                 | 35                | 41                | - US: 2× Platí - AUS: Or - UK: Plata                                                                         |
| The Wild, the Innocent & the E Street Shuffle                          | - Publicació: 11 novembre 1973 - Segell: Columbia - Format: LP, Casset, CD, 8-Track                       | 59                | 60                | —                 | —                 | —                 | —                 | —                 | —                 | 34                | 33                | - US: 2× Platí - AUS: Or - UK: Plata                                                                         |
| Born to Run                                                            | - Publicació: 25 agost 1975 - Segell: Columbia - Format: LP, Casset, CD, MD, 15″ PS Reel to Reel, 8-Track | 3                 | 7                 | 31                | —                 | 20                | 7                 | 28                | 26                | 7                 | 17                | - US: 7× Platí - AUS: 2× Platí - CAN: 2× Platí - PB: Or - NZ: Platí - UK: Platí                              |
| Darkness on the Edge of Town                                           | - Publicació: 2 juny 1978 - Segell: Columbia - Format: LP, Casset, CD, MD, Reel to Reel, 8-Track          | 5                 | 9                 | 7                 | —                 | 73                | 4                 | 11                | 12                | 9                 | 14                | - US: 3× Platí - AUS: Platí - CAN: Platí - PB: Or - NZ: Or - UK: Or                                          |
| The River                                                              | - Publicació: October 18, 1980 - Segell: Columbia - Format: 2 LP, Casset, 2 CD, 8-Track                   | 1                 | 8                 | 1                 | 31                | 4                 | 2                 | 2                 | 1                 | 2                 | 2                 | - US: 5× Platí - AUS: 3× Platí - CAN: 2× Platí - ALE: Or - NZ: 2× Platí - UK: Platí                          |
| Nebraska                                                               | - Publicació: 30 setembre 1982 - Segell: Columbia - Format: LP, Casset, CD, 8-Track                       | 3                 | 8                 | 3                 | 37                | 78                | 7                 | 3                 | 3                 | 2                 | 3                 | - US: Platí - AUS: Platí - CAN: Or - NZ: Platí - UK: Plata                                                   |
| Born in the U.S.A.                                                     | - Publicació: 9 juny 1984 - Segell: Columbia - Format: LP, Casset, CD, MD, 8-Track                        | 1                 | 1                 | 1                 | 1                 | 11                | 1                 | 1                 | 1                 | 1                 | 1                 | - US: Diamant (17× Platí) - AUS: 14× Platí - CAN: Diamant - ALE: 2× Platí - NZ: 16× Platí - UK: 3× Platí     |
| Tunnel of Love                                                         | - Publicació: 9 octubre 1987 - Segell: Columbia - Format: LP, Casset, CD, MD, 8-Track                     | 1                 | 5                 | 1                 | 3                 | 55                | 4                 | 6                 | 1                 | 1                 | 1                 | - US: 3× Platí - AUS: 2× Platí - CAN: 3× Platí - ALE: Or - PB: 2× Platí - NZ: Platí - SWE: Platí - UK: Platí |
| Human Touch                                                            | - Publicació: 31 març 1992 - Segell: Columbia - Format: LP, Casset, CD, MD                                | 2                 | 3                 | 2                 | 2                 | 1                 | 3                 | 5                 | 1                 | 1                 | 1                 | - US: Platí - AUS: Or - CAN: 2× Platí - ALE: Or - NZ: Or - SUE: Platí - UK: Or                               |
| Lucky Town                                                             | - Publicació: 31 març 1992 - Segell: Columbia - Format: LP, Casset, CD, MD                                | 3                 | 6                 | 3                 | 4                 | 2                 | 7                 | 6                 | 2                 | 3                 | 2                 | - US: Platí - AUS: Or - CAN: 2× Platí - ALE: Or - NZ: Or - SUE: Platí - UK: Or                               |
| The Ghost of Tom Joad                                                  | - Released: 21 novembre 1995 - Segell: Columbia - Format: LP, Casset, CD, MD                              | 11                | 27                | 15                | 22                | 14                | 17                | 47                | 4                 | 3                 | 16                | - US: Or - AUS: Or - CAN: Or - NOR: Or - UK: Or                                                              |
| The Rising                                                             | - Publicació: 30 juliol 2002 - Segell: Columbia - Format: 2 LP, CD, Casset                                | 1                 | 4                 | 1                 | 1                 | 2                 | 1                 | 12                | 1                 | 1                 | 1                 | - US: 2× Platí - AUS: Platí - ALE: Platí - PB: Or - NZ: Platí - NOR: Platí - SUE: 2× Platí - UK: Platí       |
| Devils & Dust                                                          | - Publicació: 26 abril 2005 - Segell: Columbia - Format: 2 LP, CD, Casset                                 | 1                 | 10                | 2                 | 1                 | 1                 | 1                 | 13                | 2                 | 1                 | 1                 | - US: Or - AUS: Or - CAN: Or - ALE: Or - IRL: Platí - NZ: Or - SUE: Or - UK: Or                              |
| We Shall Overcome: The Seeger Sessions                                 | - Publicació: 25 abril 2006 - Segell: Columbia - Format: LP, CD                                           | 3                 | 21                | 3                 | 5                 | 2                 | 2                 | 12                | 1                 | 1                 | 3                 | - US: Or - CAN: Or - ALE: Or - IRL: 2× Platí - SUE: Or                                                       |
| Magic                                                                  | - Publicació: 25 setembre 2007 - Segell: Columbia - Format: LP, CD                                        | 1                 | 2                 | 1                 | 3                 | 1                 | 2                 | 2                 | 1                 | 1                 | 1                 | - US: Platí - ALE: Or - IRL: 3× Platí - NZ: Or - SUE: 2× Platí - UK: Or - AUS: Or                            |
| Working on a Dream                                                     | - Publicació: 27 gener 2009 - Segell: Columbia - Format: 2 LP, CD                                         | 1                 | 3                 | 1                 | 1                 | 1                 | 1                 | 1                 | 1                 | 1                 | 1                 | - US: Or - CAN: Platí - ALE: Or - IRL: 2× Platí - PB: Or - SUE: Platí - UK: Or                               |
| Wrecking Ball                                                          | - Publicació: 6 març 2012 - Segell: Columbia - Format: 2 LP, CD                                           | 1                 | 2                 | 3                 | 1                 | 1                 | 1                 | 1                 | 1                 | 1                 | 1                 | - US: Or - AUS: Or - CAN: Or - ALE: Platí - SUE: Platí                                                       |
| High Hopes                                                             | - Publicació: 14 gener 2014 - Segell: Columbia - Format: 2 LP, CD                                         | 1                 | 1                 | 1                 | 1                 | 1                 | 1                 | 1                 | 1                 | 1                 | 1                 | - AUS: Or - IRL: Or - NZ: Or - SUE: Or - UK: Or                                                              |
| Western Stars                                                          | - Publicació: 14 juny 2019 - Segell: Columbia - Format: 2 LP, CD                                          | 2                 | 1                 | 4                 | 1                 | 1                 | 1                 | 1                 | 1                 | 3                 | 1                 | - ALE: Or - UK: Or                                                                                           |
| Letter to You                                                          | - Publicació: 23 octubre 2020 - Segell: Columbia - Format: 2 LP, CD                                       | 2                 | 1                 | 2                 | 2                 | 1                 | 1                 | 1                 | 1                 | 1                 | 1                 | - ALE: Or - UK: Or                                                                                           |
| Only the Strong Survive                                                | - Publicació: 11 novembre 2022 - Segell: Columbia - Format: LP, CD                                        | 8                 | 3                 | 8                 | 1                 | 2                 | 1                 | 4                 | 1                 | 1                 | 2                 | - UK: Plata                                                                                                  |
| "—" indica un àlbum que no va entrar a les llistes o no es va publicar | |                   |                   |                   |                   |                   |                   |                   |                   |                   |                   | |

### Àlbums en directe
| Títol                                                                   | Detalls de l'àlbum                                                                                       | Màximes posicions | Màximes posicions | Màximes posicions | Màximes posicions | Màximes posicions | Màximes posicions | Màximes posicions | Màximes posicions | Màximes posicions | Màximes posicions | Certificacions                                                                 |
| Títol                                                                   | Detalls de l'àlbum                                                                                       | US                | AUS               | CAN               | ALE               | IRL               | PB                | NZ                | NOR               | SWE               | UK                | Certificacions                                                                 |
| ----------------------------------------------------------------------- | --- | ----------------- | ----------------- | ----------------- | ----------------- | ----------------- | ----------------- | ----------------- | ----------------- | ----------------- | ----------------- | ------------------------------------------------------------------------------ |
| Live/1975–85                                                            | - Publicació: 10 novembre 1986 - Segell: Columbia - Format: 5 LP, 3 Cassets, 3 CD, 3 8-Tracks            | 1                 | 3                 | 1                 | 8                 | 42                | 1                 | 11                | 3                 | 2                 | 4                 | - US: 13× Platí - AUS: Platí - ALE: Or - PB: Platí - NZ: Or - SUE: Or - UK: Or |
| In Concert/MTV Plugged                                                  | - Publicació: 12 abril 1993 - Segell: Columbia - Format: 2 LP, Casset, CD, MD                            | 189               | —                 | —                 | 19                | 5                 | 4                 | —                 | 3                 | 14                | 4                 | - AUS: Platí - UK: Or                                                          |
| Live in New York City                                                   | - Publicació: 3 abril 2001 - Segell: Columbia - Format: 2 CD, 2SACD, 2 LP, Casset                        | 5                 | 30                | 19                | 9                 | 22                | 31                | —                 | 3                 | 3                 | 12                | - US: Platí - UK: Plata                                                        |
| Hammersmith Odeon London '75                                            | - Publicació: 28 febrer 2006 - Segell: Columbia - Format: 2 CD                                           | 93                | —                 | 71                | 74                | 24                | 50                | —                 | 9                 | 42                | 33                |                                                                                |
| Live in Dublin                                                          | - Publicació: 5 juny 2007 - Segell: Columbia - Format: 2 CD, 3 LP                                        | 23                | 40                | 31                | 11                | 1                 | 4                 | 11                | 2                 | 2                 | 21                | - US: Or - IRL: Platí                                                          |
| Springsteen on Broadway                                                 | - Publicació: 14 desembre 2018 - Segell: Columbia - Format: 2 LP, 2 CD, descàrrega                       | 11                | 4                 | 36                | 7                 | 4                 | 2                 | 12                | 8                 | 4                 | 6                 | - UK: Plata                                                                    |
| The Legendary 1979 No Nukes Concerts                                    | - Publicació: 19 novembre 2021 - Segell: Columbia - Format: 2 LP, 2 CD + DVD, 2 CD + Blu-ray, descàrrega | 33                | 6                 | 38                | 7                 | 10                | 4                 | 33                | 10                | 5                 | 11                |                                                                                |
| "—" indica un àlbum que no va entrar a les llistes o no es va publicar. | |                   |                   |                   |                   |                   |                   |                   |                   |                   |                   |                                                                                |

#### Publicacions d'arxiu en directe
| Títol                                                | Detalls de l'àlbum                                                                           |
| ---------------------------------------------------- | -------------------------------------------------------------------------------------------- |
| Apollo Theater 3/09/12                               | - Publicació: 17 novembre 2014 - Segell: live.brucespringsteen.net - Format: descàrrega, CD  |
| The Agora, Cleveland 1978                            | - Publicació: 23 desembre 2014 - Segell: live.brucespringsteen.net - Format: descàrrega, CD  |
| Tower Theater, Philadelphia 1975                     | - Publicació: 10 febrer 2015 - Segell: live.brucespringsteen.net - Format: descàrrega, CD    |
| Nassau Coliseum, New York 1980                       | - Publicació: 25 març 2015 - Segell: live.brucespringsteen.net - Format: descàrrega, CD      |
| Brendan Byrne Arena, New Jersey 1984                 | - Publicació: 13 maig 2015 - Segell: live.brucespringsteen.net - Format: descàrrega, CD      |
| LA Sports Arena, California 1988                     | - Publicació: 8 juliol 2015 - Segell: live.brucespringsteen.net - Format: descàrrega, CD     |
| Schottenstein Center, Ohio 2005                      | - Released: September 25, 2015 - Segell: live.brucespringsteen.net - Format: descàrrega, CD  |
| Ippodromo delle Capannelle, Rome 2013                | - Publicació: 11 novembre 2015 - Segell: live.brucespringsteen.net - Format: descàrrega, CD  |
| Arizona State University, Tempe 1980                 | - Publicació: 24 desembre 2015 - Segell: live.brucespringsteen.net - Format: descàrrega, CD  |
| Brooklyn, April 23, 2016                             | - Publicació: 25 abril 2016 - Segell: live.brucespringsteen.net - Format: descàrrega, CD     |
| The Christic Shows 1990                              | - Publicació: 1 juny 2016 - Segell: live.brucespringsteen.net - Format: descàrrega, CD       |
| London, England, June 5, 2016                        | - Publicació: 31 juliol 2016 - Segell: live.brucespringsteen.net - Format: descàrrega, CD    |
| HSBC Arena, Buffalo, NY, 11/22/09                    | - Publicació: 24 desembre 2016 - Segell: live.brucespringsteen.net - Format: descàrrega, CD  |
| Scottrade Center, St. Louis, MO, 8/23/08             | - Publicació: 17 abril 2017 - Segell: live.brucespringsteen.net - Format: descàrrega, CD     |
| Olympiastadion, Helsinki, July 31, 2012              | - Publicació: 23 maig 2017 - Segell: live.brucespringsteen.net - Format: descàrrega, CD      |
| Wachovia Spectrum, Philadelphia, PA 10/20/09         | - Publicació: 14 juliol 2017 - Segell: live.brucespringsteen.net - Format: descàrrega, CD    |
| Palace Theatre, Albany 1977                          | - Publicació: 4 agost 2017 - Segell: live.brucespringsteen.net - Format: descàrrega, CD      |
| Auditorium Theatre, Rochester, NY 1977               | - Publicació: 4 agost 2017 - Segell: live.brucespringsteen.net - Format: descàrrega, CD      |
| King's Hall, Belfast March 19, 1996                  | - Publicació: 8 setembre 2017 - Segell: live.brucespringsteen.net - Format: descàrrega, CD   |
| The Summit, Houston, TX December 8, 1978             | - Publicació: 20 setembre 2017 - Segell: live.brucespringsteen.net - Format: descàrrega, CD  |
| Madison Square Garden, New York July 1, 2000         | - Publicació: 3 octubre 2017 - Segell: live.brucespringsteen.net - Format: descàrrega, CD    |
| Stockholms Stadion, Sweden 1988                      | - Publicació: 3 novembre 2017 - Segell: live.brucespringsteen.net - Format: descàrrega, CD   |
| Fair Grounds Race Course, New Orleans April 30, 2006 | - Publicació: 1 desembre 2017 - Segell: live.brucespringsteen.net - Format: descàrrega, CD   |
| Capitol Theatre, Passaic, NJ September 20, 1978      | - Publicació: 22 desembre 2017 - Segell: live.brucespringsteen.net - Format: descàrrega, CD  |
| Brendan Byrne Arena, New Jersey June 24, 1993        | - Publicació: 5 gener 2018 - Segell: live.brucespringsteen.net - Format: descàrrega, CD      |
| Van Andel Arena, Michigan 2005                       | - Publicació: 2 febrer 2018 - Segell: live.brucespringsteen.net - Format: descàrrega, CD     |
| Brendan Byrne Arena, NJ August 20, 1984              | - Publicació: 2 març 2018 - Segell: live.brucespringsteen.net - Format: descàrrega, CD       |
| TD Banknorth Garden, Boston 11/19/07                 | - Publicació: 6 abril 2018 - Segell: live.brucespringsteen.net - Format: descàrrega, CD      |
| Freehold, NJ 1996 Saint Rose of Lima School Gym      | - Publicació: 4 maig 2018 - Segell: live.brucespringsteen.net - Format: descàrrega, CD       |
| MSG November 8, 2009                                 | - Publicació: 1 juny 2018 - Segell: live.brucespringsteen.net - Format: descàrrega, CD       |
| The Roxy July 7, 1978                                | - Publicació: 6 juliol 2018 - Segell: live.brucespringsteen.net - Format: descàrrega, CD     |
| Wembley Arena June 5, 1981                           | - Publicació: 3 agost 2018 - Segell: live.brucespringsteen.net - Format: descàrrega, CD      |
| Chicago September 30, 1999                           | - Publicació: 7 setembre 2018 - Segell: live.brucespringsteen.net - Format: descàrrega, CD   |
| Helsinki June 16, 2003                               | - Publicació: 5 octubre 2018 - Segell: live.brucespringsteen.net - Format: descàrrega, CD    |
| Leeds July 24, 2013                                  | - Publicació: 9 novembre 2018 - Segell: live.brucespringsteen.net - Format: descàrrega, CD   |
| The Live Series: Songs of the Road                   | - Publicació: 28 novembre 2018 - Segell: live.brucespringsteen.net - Format: descàrrega      |
| The Roxy 1975                                        | - Publicació: 7 desembre 2018 - Segell: live.brucespringsteen.net - Format: descàrrega, CD   |
| No Nukes 1979                                        | - Publicació: 24 desembre 2018 - Segell: live.brucespringsteen.net - Format: descàrrega, CD  |
| Madison Square Garden 1988                           | - Publicació: 11 gener 2019 - Segell: live.brucespringsteen.net - Format: descàrrega, CD     |
| The Live Series: Songs of Friendship                 | - Publicació: 25 gener 2019 - Segell: live.brucespringsteen.net - Format: descàrrega         |
| St. Pete Times Forum, Tampa, Fl, April 22, 2008      | - Publicació: 1 febrer 2019 - Segell: live.brucespringsteen.net - Format: descàrrega, CD     |
| Sovereign Bank Arena, Trenton, NJ 2005               | - Publicació: 1 març 2019 - Segell: live.brucespringsteen.net - Format: descàrrega, CD       |
| The Live Series: Songs of Hope                       | - Publicació: 29 març 2019 - Segell: live.brucespringsteen.net - Format: descàrrega          |
| Los Angeles Memorial Coliseum September 27, 1985     | - Publicació: 5 abril 2019 - Segell: live.brucespringsteen.net - Format: descàrrega, CD      |
| Meadowlands July 25, 1992                            | - Publicació: 3 maig 2019 - Segell: live.brucespringsteen.net - Format: descàrrega, CD       |
| East Rutherford, NJ 09.22.12                         | - Publicació: 7 juny 2019 - Segell: live.brucespringsteen.net - Format: descàrrega, CD       |
| Nassau Coliseum, New York 12/29/80                   | - Publicació: 5 juliol 2019 - Segell: live.brucespringsteen.net - Format: descàrrega, CD     |
| Nassau Coliseum, New York December 31, 1980, Remix   | - Publicació: 5 juliol 2019 - Segell: live.brucespringsteen.net - Format: descàrrega, CD     |
| Bridge School, October 19, 1986                      | - Publicació: 9 agost 2019 - Segell: live.brucespringsteen.net - Format: descàrrega, CD      |
| The Live Series: Songs of Love                       | - Publicació: 23 agost 2019 - Segell: live.brucespringsteen.net - Format: descàrrega         |
| Passaic, September 19, 1978                          | - Publicació: 9 setembre 2019 - Segell: live.brucespringsteen.net - Format: descàrrega, CD   |
| Los Angeles, October 23, 1999                        | - Publicació: 11 octubre 2019 - Segell: live.brucespringsteen.net - Format: descàrrega, CD   |
| The Live Series: Songs from Around the World         | - Publicació: 24 octubre 2019 - Segell: live.brucespringsteen.net - Format: descàrrega       |
| Asbury Park 24/11/96                                 | - Publicació: 1 novembre 2019 - Segell: live.brucespringsteen.net - Format: descàrrega, CD   |
| Winterland December 15, 1978                         | - Publicació: 20 desembre 2019 - Segell: live.brucespringsteen.net - Format: descàrrega, CD  |
| Winterland December 16, 1978                         | - Publicació: 20 desembre 2019 - Segell: live.brucespringsteen.net - Format: descàrrega, CD  |
| Nassau Coliseum 05.04.09                             | - Publicació: 7 febrer 2020 - Segell: live.brucespringsteen.net - Format: descàrrega, CD     |
| The Live Series: Songs Under Cover                   | - Publicació: 14 febrer 2020 - Segell: live.brucespringsteen.net - Format: descàrrega        |
| Joe Louis Arena, Detroit 1988                        | - Publicació: 6 març 2020 - Segell: live.brucespringsteen.net - Format: descàrrega, CD       |
| Gothenburg July 28, 2012                             | - Publicació: 3 abril 2020 - Segell: live.brucespringsteen.net - Format: descàrrega, CD      |
| Brendan Byrne Arena 1981                             | - Publicació: 1 maig 2020 - Segell: live.brucespringsteen.net - Format: descàrrega, CD       |
| The Live Series: Songs of Summer                     | - Publicació: 14 maig 2020 - Segell: live.brucespringsteen.net - Format: descàrrega          |
| Stockholm 2005                                       | - Publicació: 12 juny 2020 - Segell: live.brucespringsteen.net - Format: descàrrega, CD      |
| First Union Center, Philadelphia September 25, 1999  | - Publicació: 3 juliol 2020 - Segell: live.brucespringsteen.net - Format: descàrrega, CD     |
| The Live Series: Stripped Down                       | - Publicació: 17 juliol 2020 - Segell: live.brucespringsteen.net - Format: descàrrega        |
| Wembley Arena, November 11, 2006                     | - Publicació: 21 agost 2020 - Segell: live.brucespringsteen.net - Format: descàrrega, CD     |
| Brendan Byrne June 8, 1984                           | - Publicació: 18 setembre 2020 - Segell: live.brucespringsteen.net - Format: descàrrega, CD  |
| Atlanta September 30, 1978                           | - Publicació: 8 octubre 2020 - Segell: live.brucespringsteen.net - Format: descàrrega, CD    |
| Greensboro, North Carolina April 28, 2008            | - Publicació: 6 novembre 2020 - Segell: live.brucespringsteen.net - Format: descàrrega, CD   |
| London 11/24/75                                      | - Publicació: 4 desembre 2020 - Segell: live.brucespringsteen.net - Format: descàrrega, CD   |
| MSG 11.07.09                                         | - Publicació: 24 descembre 2020 - Segell: live.brucespringsteen.net - Format: descàrrega, CD |
| St. Paul, MN Nov 12, 2012                            | - Publicació: 8 gener 2021 - Segell: live.brucespringsteen.net - Format: descàrrega, CD      |
| Nice, France 1997                                    | - Publicació: 5 febrer 2021 - Segell: live.brucespringsteen.net - Format: descàrrega, CD     |
| The Live Series: Songs Under Cover Vol.2             | - Publicació: 5 març 2021 - Segell: live.brucespringsteen.net - Format: descàrrega           |
| MSG June 27, 2000                                    | - Publicació: 12 març 2021 - Segell: live.brucespringsteen.net - Format: descàrrega, CD      |
| Los Angeles, April 1988                              | - Publicació: 2 abril 2021 - Segell: live.brucespringsteen.net - Format: descàrrega, CD      |
| Boston 12/13/92                                      | - Publicació: 7 maig 2021 - Segell: live.brucespringsteen.net - Format: descàrrega, CD       |
| Berkeley, July 1, 1978                               | - Publicació: 18 juny 2021 - Segell: live.brucespringsteen.net - Format: descàrrega, CD      |
| Giants Stadium, NJ August 22, 1985                   | - Publicació: 23 juliol 2021 - Segell: live.brucespringsteen.net - Format: descàrrega, CD    |
| Boston, MA August 15, 2012                           | - Publicació: 6 agost 2021 - Segell: live.brucespringsteen.net - Format: descàrrega, CD      |
| Tower Theater 2005                                   | - Publicació: 5 setembre 2021 - Segell: live.brucespringsteen.net - Format: descàrrega, CD   |
| Conseco Fieldhouse, Indianapolis, March 20, 2008     | - Publicació: 21 octubre 2021 - Segell: live.brucespringsteen.net - Format: descàrrega, CD   |
| Nassau Coliseum December 28, 1980                    | - Publicació: 3 desembre 2021 - Segell: live.brucespringsteen.net - Format: descàrrega, CD   |
| Greenvale, NY 1975                                   | - Publicació: 24 desembre 2021 - Segell: live.brucespringsteen.net - Format: descàrrega, CD  |
| Arrowhead Pond of Anaheim, CA 05/22/00               | - Publicació: 7 gener 2022 - Segell: live.brucespringsteen.net - Format: descàrrega, CD      |
| Tower Theater 1995                                   | - Publicació: 4 febrer 2022 - Segell: live.brucespringsteen.net - Format: descàrrega, CD     |
| Cleveland 11.10.09                                   | - Publicació: 4 març 2022 - Segell: live.brucespringsteen.net - Format: descàrrega, CD       |
| Waldbühne, Berlin Germany May 14, 1993               | - Publicació: 1 abril 2022 - Segell: live.brucespringsteen.net - Format: descàrrega, CD      |
| The Live Series: Songs Of Location                   | - Publicació: 29 abril 2022 - Segell: live.brucespringsteen.net - Format: descàrrega         |
| MSG 05/16/88                                         | - Publicació: 6 maig 2022 - Segell: live.brucespringsteen.net - Format: descàrrega, CD       |
| London June 4, 1981                                  | - Publicació: 3 juny 2022 - Segell: live.brucespringsteen.net - Format: descàrrega, CD       |
| July 4, 2012 Paris                                   | - Publicació: 1 juliol 2022 - Segell: live.brucespringsteen.net - Format: descàrrega, CD     |
| July 5, 2012 Paris                                   | - Publicació: 1 juliol 2022 - Segell: live.brucespringsteen.net - Format: descàrrega, CD     |
| Brendan Byrne 8/19/84                                | - Publicació: 5 agost 2022 - Segell: live.brucespringsteen.net - Format: descàrrega, CD      |
| Rome, Italy October 10, 2006                         | - Publicació: 2 setembre 2022 - Segell: live.brucespringsteen.net - Format: descàrrega, CD   |
| Atlanta, Oct 1, 1978                                 | - Publicació: 7 octubre 7, 2022 - Segell: live.brucespringsteen.net - Format: descàrrega, CD |
| Asbury Park 11/26/96                                 | - Publicació: 4 novembre 2022 - Segell: live.brucespringsteen.net - Format: descàrrega, CD   |
| Nashville Aug 21, 2008                               | - Publicació: 2 desembre 2022 - Segell: live.brucespringsteen.net - Format: descàrrega, CD   |
| East Rutherford, NJ - July 18, 1999                  | - Publicació: 24 desembre 2022 - Segell: live.brucespringsteen.net - Format: descàrrega, CD  |

### Àlbums de bandes sonores
| Blinded by the Light: Original Motion Picture Soundtrack              | - Publicat: 8 de juliol de 2019 - Segell: Columbia Records/Legacy Recordings - Format: CD, LP, descàrrega | —   | —  |
| Western Stars - Songs from the Film                                   | - Publicat: 25 d'octubre de 2019 - Etiqueta: Columbia - Format: CD, LP, descàrrega                        | 141 | 11 |
| "—" indica l'àlbum que no va entrar a les llistes o no es va publicar | |     |    |

### Àlbums recopilatoris
| Títol                                                                  | Detalls de l'àlbum | Màximes posicions | Màximes posicions | Màximes posicions | Màximes posicions | Màximes posicions | Màximes posicions | Màximes posicions | Màximes posicions | Màximes posicions | Màximes posicions | Certificacions |
| Títol                                                                  | Detalls de l'àlbum | US                | AUS               | CAN               | ALE               | IRL               | NLD               | NZ                | NOR               | SUE               | UK                | Certificacions |
| ---------------------------------------------------------------------- | --- | ----------------- | ----------------- | ----------------- | ----------------- | ----------------- | ----------------- | ----------------- | ----------------- | ----------------- | ----------------- | --- |
| Greatest Hits                                                          | - Publicació: 28 febrer 1995 - Segell: Columbia - Format: CD, Casset, LP                                                     | 1                 | 1                 | 1                 | 1                 | 1                 | 2                 | 1                 | 1                 | 1                 | 1                 | - US: 6× Platí - AUS: 10× Platí - CAN: 4× Platí - ALE: 2× Platí - PB: 2× Platí - NZ: 3× Platí - NOR: 2× Platí - UK: 5× Platí |
| Tracks                                                                 | - Publicació: 10 novembre 1998 - Segell: Columbia - Format: 4CD (Box Set), 4 Casset                                          | 27                | 97                | —                 | 63                | —                 | 36                | —                 | 4                 | 11                | 50                | - US: Platí - CAN: Or - UK: Plata                                                                                            |
| 18 Tracks                                                              | - Publicació: 13 abril 1999 - Segell: Columbia - Format: CD, 2LP, Casset                                                     | 64                | 98                | 58                | 8                 | 20                | 69                | —                 | 2                 | 1                 | 23                | - UK: Plata - SUE: Or |
| The Essential Bruce Springsteen                                        | - Publicació: 11 novembre 2003/ 26 agost 2008/ 23 octubre 2015 (New version) - Segell: Columbia - Format: 3CD, 3 Casset      | 14                | 41                | —                 | —                 | 5                 | 22                | —                 | 4                 | 2                 | 15                | - US: 2× Platí - AUS: 2× Platí - NOR: Platí - SUE: Or                                                                        |
| Greatest Hits                                                          | - Publicació: 13 gener 2009 (American Edition) 1 juny 2009 (European Limited Tour Edition) - Segell: Columbia - Format: CD   | 43                | 17                | 21                | 25                | 2                 | 4                 | 3                 | 3                 | 1                 | 3                 | - IRL: Platí - SUE: Platí |
| The Promise                                                            | - Publicació: 16 novembre 2010 - Segell: Columbia - Format: 2CD, 3LP                                                         | 16                | 22                | 27                | 1                 | 4                 | 4                 | 30                | 1                 | 1                 | 7                 | - US: Or - ALE: Or - IRL: Platí                                                                                              |
| Collection: 1973–2012                                                  | - Publicació: 8 març 2013 (Australian Limited Tour Edition) 15 abril 2013 (European Edition) - Segell: Columbia - Format: CD | —                 | 6                 | —                 | 23                | 2                 | 78                | 19                | 1                 | 6                 | —                 | |
| Chapter and Verse                                                      | - Publicació: 23 setembre 2016 - Segell: Columbia - Format: CD, vinyl                                                        | 5                 | 2                 | 21                | 4                 | 2                 | 5                 | 4                 | 3                 | 2                 | 2                 | - UK: Plata |
| "—" indica un àlbum que no va entrar a les llistes o no es va publicar | |                   |                   |                   |                   |                   |                   |                   |                   |                   |                   | |

## Caixes recopilatòries
| The Born in the USA 12" Single Collection                              | - Estrena: 1985 (només al Regne Unit) - Segell: CBS - Format: 12" maxi single, 45 RPM   | —  | —  | —  | —  | —  | —  | —   |                     |
| The Collection                                                         | - Publicat: 15 de novembre de 2004 - Segell: Columbia - Format: 3 CD                    | —  | —  | 85 | —  | —  | —  | 157 |                     |
| Born to Run: 30th Anniversary Edition                                  | - Publicat: 15 de novembre de 2005 - Segell: Columbia - Format: CD+2DVD                 | 18 | —  | 40 | —  | 13 | 7  | 63  | - IRL: Or           |
| The Collection 1973–1984                                               | - Publicat: 13 d'agost de 2010 - Segell: Columbia - Format: 8 CD                        | —  | 15 | 19 | 47 | 13 | 59 | 35  |                     |
| The Promise: The Darkness on the Edge of Town Story                    | - Publicat: 16 de novembre de 2010 - Segell: Columbia - Format: 3CD+3DVD                | 27 | —  | —  | —  | —  | —  | —   |                     |
| The Album Collection Vol. 1 1973–1984                                  | - Publicat: 17 de novembre de 2014 - Segell: Sony Legacy - Format: 8CD, 8LP, descàrrega | 82 | 34 | 95 | 78 | 38 | 32 | 128 |                     |
| The Ties That Bind: The River Collection                               | - Publicat: 4 de desembre de 2015 - Segell: Columbia - Format: 4CD+3DVD, 4CD+2Blu-ray   | 31 | 12 | 24 | 14 | 8  | 5  | 49  | - Regne Unit: plata |
| The Album Collection Vol. 2 1987–1996                                  | - Publicat: 18 de maig de 2018 - Segell: Sony Legacy - Format: 7CD, 10LP, descàrrega    | —  | —  | —  | —  | —  | —  | —   |                     |
| "—" indica l'àlbum que no va entrar a les llistes o no es va publicar. |                                                                                         |    |    |    |    |    |    |     |                     |

## Extended plays
| Live Collection                                                       | - Estrena: 1986 - Segell: Sony - Format: CD, LP, casset                                                                                       | —  | —   |           |
| Live Collection II                                                    | - Estrena: 1987 - Segell: Sony - Format: CD, LP, casset                                                                                       | —  | —   |           |
| Chimes of Freedom                                                     | - Estrena: 1 d'agost de 1988 - Segell: Columbia - Format: CD, LP, casset                                                                      | —  | —   | - CAN: Or |
| Blood Brothers                                                        | - Estrena: 3 de març de 1996 - Segell: Columbia - Format: CD, casset                                                                          | —  | —   |           |
| PBS exclusive                                                         | - Publicat: 25 d'abril de 2007 - Segell: Columbia - Format: CD                                                                                | —  | —   |           |
| Magic Tour Highlights                                                 | - Publicat: 15 de juliol de 2008 - Segell: Columbia - Format: descàrrega                                                                      | 48 | —   |           |
| Live from the Carrusel                                                | - Publicat: 16 d'abril de 2011 - Segell: Columbia - Format: vinil de 10 polzades, 45 rpm (edició limitada)                                    | —  | —   |           |
| American Beauty                                                       | - Publicat: 19 d'abril de 2014 - Segell: Columbia - Format: vinil de 12 polzades (edició limitada exclusiva del Record Store Day), descàrrega | 31 | 124 |           |
| "—" indica l'àlbum que no va entrar a les llistes o no es va publicar | |    |     |           |

## Senzills
| Títol                                                                                             | Any  | Millors posicions a les llistes | Millors posicions a les llistes | Millors posicions a les llistes | Millors posicions a les llistes | Millors posicions a les llistes | Millors posicions a les llistes | Millors posicions a les llistes | Millors posicions a les llistes | Millors posicions a les llistes | Millors posicions a les llistes | Certificacions                                              | Àlbum                                             |
| Títol                                                                                             | Any  | US                              | AUS                             | CAN                             | ALE                             | IRL                             | PB                              | NZ                              | NOR                             | SUE                             | UK                              | Certificacions                                              | Àlbum                                             |
| ------------------------------------------------------------------------------------------------- | ---- | ------------------------------- | ------------------------------- | ------------------------------- | ------------------------------- | ------------------------------- | ------------------------------- | ------------------------------- | ------------------------------- | ------------------------------- | ------------------------------- | ----------------------------------------------------------- | ------------------------------------------------- |
| "Blinded by the Light"                                                                            | 1973 | —                               | —                               | —                               | —                               | —                               | —                               | —                               | —                               | —                               | —                               |                                                             | Greetings from Asbury Park, NJ                    |
| "Spirit in the Night"                                                                             | 1973 | —                               | —                               | —                               | —                               | —                               | —                               | —                               | —                               | —                               | —                               |                                                             | Greetings from Asbury Park, NJ                    |
| "4th of July, Asbury Park (Sandy)"                                                                | 1975 | —                               | —                               | —                               | —                               | —                               | —                               | —                               | —                               | —                               | —                               |                                                             | The Wild, The Innocent & the E Street Shuffle     |
| "Born to Run"                                                                                     | 1975 | 23                              | 38                              | 53                              | —                               | 81                              | —                               | —                               | —                               | 17                              | 56                              | - US: 2× Platí - UK: Platí                                  | Born to Run                                       |
| "Tenth Avenue Freeze-Out"                                                                         | 1975 | 83                              | —                               | 82                              | —                               | —                               | —                               | —                               | —                               | —                               | —                               |                                                             | Born to Run                                       |
| "Thunder Road"                                                                                    | 1975 | —                               | —                               | —                               | —                               | —                               | —                               | —                               | —                               | —                               | —                               | - US: Platí - UK: Plata                                     | Born to Run                                       |
| "Blinded by the Light" (publicació europea)                                                       | 1977 | —                               | —                               | —                               | —                               | —                               | —                               | —                               | —                               | —                               | —                               |                                                             | Greetings from Asbury Park, NJ                    |
| "Prove It All Night"                                                                              | 1978 | 33                              | 90                              | 57                              | —                               | —                               | —                               | —                               | —                               | —                               | —                               |                                                             | Darkness on the Edge of Town                      |
| "Badlands"                                                                                        | 1978 | 42                              | —                               | 44                              | —                               | —                               | —                               | —                               | —                               | —                               | —                               |                                                             | Darkness on the Edge of Town                      |
| "The Promised Land"                                                                               | 1978 | —                               | —                               | —                               | —                               | —                               | —                               | —                               | —                               | —                               | —                               |                                                             | Darkness on the Edge of Town                      |
| "Rosalita (Come Out Tonight)"                                                                     | 1979 | —                               | —                               | —                               | —                               | —                               | —                               | —                               | —                               | —                               | —                               | - US: Or                                                    | The Wild, the Innocent & the E Street Shuffle     |
| "Hungry Heart"                                                                                    | 1980 | 5                               | 33                              | 5                               | —                               | 84                              | —                               | 24                              | —                               | 17                              | 44                              | - US: Or - UK: Plata                                        | The River                                         |
| "Fade Away"                                                                                       | 1981 | 20                              | —                               | 19                              | —                               | —                               | —                               | —                               | —                               | —                               | —                               |                                                             | The River                                         |
| "I Wanna Marry You"                                                                               | 1981 | —                               | —                               | —                               | —                               | —                               | —                               | —                               | —                               | —                               | —                               |                                                             | The River                                         |
| "Sherry Darling"                                                                                  | 1981 | —                               | —                               | —                               | —                               | —                               | —                               | —                               | —                               | —                               | —                               |                                                             | The River                                         |
| "The River"                                                                                       | 1981 | —                               | —                               | —                               | —                               | 24                              | 25                              | —                               | 5                               | 10                              | 35                              | - US: Or - UK: Plata                                        | The River                                         |
| "Cadillac Ranch"                                                                                  | 1981 | —                               | —                               | —                               | —                               | —                               | —                               | —                               | —                               | —                               | —                               |                                                             | The River                                         |
| "Point Blank"                                                                                     | 1981 | —                               | —                               | —                               | —                               | —                               | —                               | —                               | —                               | —                               | —                               |                                                             | The River                                         |
| "Atlantic City"                                                                                   | 1982 | —                               | —                               | 49                              | —                               | —                               | —                               | —                               | —                               | —                               | —                               |                                                             | Nebraska                                          |
| "Open All Night"                                                                                  | 1982 | —                               | —                               | —                               | —                               | —                               | —                               | —                               | —                               | —                               | —                               |                                                             | Nebraska                                          |
| "Dancing in the Dark"                                                                             | 1984 | 2                               | 5                               | 3                               | —                               | 2                               | 1                               | 4                               | 7                               | 2                               | 4                               | - US: 4× Platí - ARIA: 3× Platí - CAN: Platí - UK: 2× Platí | Born in the U.S.A.                                |
| "Cover Me"                                                                                        | 1984 | 7                               | 17                              | 12                              | —                               | 6                               | 30                              | 7                               | —                               | 15                              | 16                              | - US: Or                                                    | Born in the U.S.A.                                |
| "Born in the U.S.A."                                                                              | 1984 | 9                               | 2                               | 11                              | 16                              | 1                               | 5                               | 1                               | 20                              | 11                              | 5                               | - US: 3× Platí - ARIA: 2× Platí - ALE: Or - UK: Or          | Born in the U.S.A.                                |
| "I'm on Fire"                                                                                     | 1985 | 6                               | 12                              | 12                              | 16                              | 1                               | 10                              | 1                               | 20                              | 20                              | 5                               | - US: 2× Platí - ARIA: Platí - ALE: Or - UK: Or             | Born in the U.S.A.                                |
| "Glory Days"                                                                                      | 1985 | 5                               | 29                              | 17                              | 27                              | 3                               | 16                              | 34                              | —                               | 20                              | 17                              | - US: Platí - ARIA: Or - UK: Plata                          | Born in the U.S.A.                                |
| "I'm Goin' Down"                                                                                  | 1985 | 9                               | 41                              | 23                              | 61                              | —                               | —                               | —                               | —                               | 13                              | —                               |                                                             | Born in the U.S.A.                                |
| "My Hometown/Santa Claus Is Comin' to Town"                                                       | 1985 | 6                               | 47                              | 16                              | —                               | 6                               | 24                              | 28                              | —                               | 20                              | 9                               | - US: Platí - CAN: Or - UK: Or                              | Born in the U.S.A.                                |
| "War" (Bruce Springsteen & The E Street Band)                                                     | 1986 | 8                               | 38                              | 11                              | 27                              | 2                               | 8                               | 42                              | 2                               | 4                               | 18                              |                                                             | Live/1975–85                                      |
| "Fire" (Bruce Springsteen & The E Street Band)                                                    | 1987 | 46                              | 82                              | 42                              | —                               | 18                              | 22                              | —                               | —                               | 17                              | 54                              |                                                             | Live/1975–85                                      |
| "Born to Run" (directe) (Bruce Springsteen & The E Street Band)                                   | 1987 | —                               | —                               | —                               | —                               | 9                               | 91                              | —                               | —                               | —                               | 16                              |                                                             | Live/1975–85                                      |
| "Brilliant Disguise"                                                                              | 1987 | 5                               | 17                              | 9                               | 38                              | 2                               | 15                              | 26                              | 1                               | 3                               | 20                              |                                                             | Tunnel of Love                                    |
| "Tunnel of Love"                                                                                  | 1987 | 9                               | 41                              | 17                              | —                               | 22                              | 39                              | 48                              | —                               | —                               | 45                              |                                                             | Tunnel of Love                                    |
| "One Step Up"                                                                                     | 1988 | 13                              | 67                              | 23                              | —                               | —                               | 44                              | —                               | —                               | —                               | —                               |                                                             | Tunnel of Love                                    |
| "Tougher Than the Rest"                                                                           | 1988 | —                               | 35                              | —                               | 25                              | 10                              | 17                              | —                               | —                               | —                               | 13                              |                                                             | Tunnel of Love                                    |
| "Spare Parts"                                                                                     | 1988 | —                               | 57                              | —                               | —                               | 12                              | 78                              | —                               | —                               | 16                              | 32                              |                                                             | Tunnel of Love                                    |
| "Human Touch"                                                                                     | 1992 | 16                              | 17                              | 2                               | 15                              | 4                               | 3                               | 12                              | 1                               | 4                               | 11                              |                                                             | Human Touch                                       |
| "Better Days"                                                                                     | 1992 | 16                              | 75                              | 36                              | —                               | 25                              | 29                              | —                               | —                               | 23                              | 34                              |                                                             | Lucky Town                                        |
| "57 Channels (And Nothin' On)"                                                                    | 1992 | 68                              | —                               | 25                              | —                               | 26                              | 39                              | —                               | 9                               | 32                              | 32                              |                                                             | Human Touch                                       |
| "Leap of Faith"                                                                                   | 1992 | —                               | —                               | 48                              | —                               | —                               | 38                              | —                               | —                               | 23                              | 46                              |                                                             | Lucky Town                                        |
| "Lucky Town"                                                                                      | 1992 | —                               | —                               | —                               | —                               | —                               | —                               | —                               | —                               | —                               | —                               |                                                             | Lucky Town                                        |
| "If I Should Fall Behind"                                                                         | 1992 | —                               | —                               | —                               | —                               | —                               | —                               | —                               | —                               | —                               | —                               |                                                             | Lucky Town                                        |
| "Lucky Town" (directe)                                                                            | 1993 | —                               | —                               | —                               | —                               | —                               | —                               | —                               | —                               | —                               | 48                              |                                                             | In Concert/MTV Plugged                            |
| "Streets of Philadelphia"                                                                         | 1994 | 9                               | 4                               | 1                               | 1                               | 1                               | 5                               | 3                               | 1                               | 3                               | 2                               | - US: Platí - ARIA: Platí - ALE: Or - UK: Platí             | Philadelphia (soundtrack)                         |
| "Murder Incorporated"                                                                             | 1995 | —                               | —                               | 5                               | —                               | —                               | —                               | —                               | —                               | —                               | —                               |                                                             | Greatest Hits                                     |
| "Secret Garden"                                                                                   | 1995 | 63                              | 92                              | 7                               | 66                              | —                               | 33                              | —                               | —                               | —                               | 44                              | - US: Or - UK: Plata                                        | Greatest Hits                                     |
| "Hungry Heart '95"                                                                                | 1995 | —                               | —                               | —                               | 62                              | —                               | 46                              | —                               | —                               | —                               | 28                              |                                                             | Greatest Hits                                     |
| "The Ghost of Tom Joad"                                                                           | 1995 | —                               | —                               | 34                              | —                               | —                               | —                               | —                               | —                               | —                               | 26                              |                                                             | The Ghost of Tom Joad                             |
| "Dead Man Walkin'"                                                                                | 1996 | —                               | —                               | —                               | —                               | —                               | —                               | —                               | —                               | 33                              | —                               |                                                             | Dead Man Walking (soundtrack)                     |
| "Missing"                                                                                         | 1996 | —                               | —                               | —                               | 83                              | —                               | —                               | —                               | 15                              | 22                              | —                               |                                                             | The Crossing Guard (soundtrack)                   |
| "Secret Garden" (re-release)                                                                      | 1997 | 19                              | 9                               | —                               | —                               | 14                              | 29                              | —                               | —                               | —                               | 17                              | - ARIA: Platí                                               | Jerry Maguire (soundtrack)                        |
| "Sad Eyes"                                                                                        | 1999 | —                               | —                               | —                               | —                               | —                               | —                               | —                               | —                               | 54                              | —                               |                                                             | Tracks                                            |
| "The Rising"                                                                                      | 2002 | 52                              | —                               | —                               | 49                              | —                               | 39                              | —                               | 5                               | 10                              | 94                              |                                                             | The Rising                                        |
| "Lonesome Day"                                                                                    | 2002 | —                               | —                               | —                               | 92                              | 39                              | 51                              | —                               | —                               | 47                              | 39                              |                                                             | The Rising                                        |
| "Waitin' on a Sunny Day"                                                                          | 2003 | —                               | 51                              | —                               | 85                              | 46                              | 46                              | —                               | —                               | 15                              | —                               |                                                             | The Rising                                        |
| "Devils & Dust"                                                                                   | 2005 | 72                              | —                               | —                               | —                               | —                               | —                               | —                               | —                               | —                               | —                               |                                                             | Devils & Dust                                     |
| "All the Way Home"                                                                                | 2005 | —                               | —                               | —                               | —                               | —                               | —                               | —                               | —                               | —                               | —                               |                                                             | Devils & Dust                                     |
| "Radio Nowhere"                                                                                   | 2007 | —                               | —                               | 55                              | 90                              | 24                              | —                               | —                               | 2                               | 60                              | 96                              | - US: Or                                                    | Magic                                             |
| "Santa Claus Is Comin' to Town" (re-release)                                                      | 2007 | —                               | —                               | —                               | 83                              | 42                              | —                               | —                               | —                               | 12                              | 48                              | - ARIA: Or - UK: Or - FIMI: Or                              | senzill sense àlbum                               |
| "Girls in Their Summer Clothes"                                                                   | 2008 | 95                              | —                               | —                               | —                               | —                               | —                               | —                               | —                               | —                               | —                               |                                                             | Magic                                             |
| "Dream Baby Dream"                                                                                | 2008 | —                               | —                               | —                               | —                               | 80                              | —                               | —                               | —                               | 24                              | —                               |                                                             | Alan Vega 70th Birthday Limited Edition EP Series |
| "Working on a Dream"                                                                              | 2008 | 95                              | —                               | 91                              | —                               | —                               | 65                              | —                               | 9                               | 37                              | 133                             |                                                             | Working on a Dream                                |
| "My Lucky Day"                                                                                    | 2008 | —                               | —                               | —                               | —                               | —                               | —                               | —                               | —                               | —                               | —                               |                                                             | Working on a Dream                                |
| "The Wrestler"                                                                                    | 2008 | —                               | —                               | —                               | 63                              | 40                              | 56                              | —                               | 14                              | 19                              | 93                              |                                                             | Working on a Dream                                |
| "What Love Can Do"                                                                                | 2009 | —                               | —                               | —                               | —                               | —                               | —                               | —                               | —                               | —                               | —                               |                                                             | Working on a Dream                                |
| "Wrecking Ball" (directe) (Bruce Springsteen & The E Street Band)                                 | 2009 | —                               | —                               | —                               | —                               | —                               | —                               | —                               | —                               | 36                              | —                               |                                                             | London Calling – Live in Hyde Park                |
| "Save My Love"                                                                                    | 2010 | —                               | —                               | —                               | —                               | —                               | —                               | —                               | —                               | —                               | —                               |                                                             | The Promise                                       |
| "We Take Care of Our Own"                                                                         | 2012 | —                               | 43                              | —                               | —                               | 41                              | 73                              | —                               | —                               | —                               | 111                             |                                                             | Wrecking Ball                                     |
| "Death to My Hometown"                                                                            | 2012 | —                               | —                               | —                               | —                               | —                               | —                               | —                               | —                               | —                               | —                               |                                                             | Wrecking Ball                                     |
| "High Hopes"                                                                                      | 2013 | —                               | —                               | —                               | —                               | 65                              | —                               | —                               | —                               | —                               | 167                             |                                                             | High Hopes                                        |
| "American Beauty"                                                                                 | 2014 | —                               | —                               | —                               | —                               | 38                              | —                               | —                               | —                               | —                               | 83                              |                                                             | American Beauty                                   |
| "Hello Sunshine"                                                                                  | 2019 | —                               | —                               | —                               | —                               | —                               | —                               | —                               | —                               | —                               | —                               |                                                             | Western Stars                                     |
| "Tucson Train"                                                                                    | 2019 | —                               | —                               | —                               | —                               | —                               | —                               | —                               | —                               | —                               | —                               |                                                             | Western Stars                                     |
| "Letter to You"                                                                                   | 2020 | —                               | —                               | —                               | —                               | 52                              | —                               | —                               | —                               | 98                              | —                               |                                                             | Letter to You                                     |
| "Ghosts"                                                                                          | 2020 | —                               | —                               | —                               | —                               | —                               | —                               | —                               | —                               | —                               | —                               |                                                             | Letter to You                                     |
| "I'll See You in My Dreams"                                                                       | 2021 | —                               | —                               | —                               | —                               | —                               | —                               | —                               | —                               | —                               | —                               |                                                             | Letter to You                                     |
| "Do I Love You (Indeed I Do)"                                                                     | 2022 | —                               | —                               | —                               | —                               | —                               | —                               | —                               | —                               | —                               | —                               |                                                             | Only the Strong Survive                           |
| "Nightshift"                                                                                      | 2022 | —                               | —                               | —                               | —                               | —                               | —                               | —                               | —                               | —                               | —                               |                                                             | Only the Strong Survive                           |
| "Don't Play That Song"                                                                            | 2022 | —                               | —                               | —                               | —                               | —                               | —                               | —                               | —                               | —                               | —                               |                                                             | Only the Strong Survive                           |
| "Turn Back the Hands of Time"                                                                     | 2022 | —                               | —                               | —                               | —                               | —                               | —                               | —                               | —                               | —                               | —                               |                                                             | Only the Strong Survive                           |
| "—" indica que un títol no es va incloure a les llistes, o no es va publicar en aquell territori. |      |                                 |                                 |                                 |                                 |                                 |                                 |                                 |                                 |                                 |                                 |                                                             |                                                   |

### Senzills promocionals / Altres cançons a les llistes
| "Be True"                                                                                   | 1981 | 42 | —  | —  | — | —  | — | Fade Away [single]                            |
| "Ramrod"                                                                                    | 1981 | 30 | —  | —  | — | —  | — | The River                                     |
| "I'm a Rocker"                                                                              | 1981 | 42 | —  | —  | — | —  | — | The River                                     |
| "Santa Claus Is Comin' to Town"                                                             | 1981 | —  | —  | —  | — | —  | — | In Harmony 2                                  |
| "Johnny 99"                                                                                 | 1982 | 50 | —  | —  | — | —  | — | Nebraska                                      |
| "No Surrender"                                                                              | 1984 | 29 | —  | —  | — | —  | — | Born in the U.S.A.                            |
| "Bobby Jean"                                                                                | 1984 | 36 | —  | —  | — | —  | — | Born in the U.S.A.                            |
| "Pink Cadillac"                                                                             | 1984 | 27 | —  | —  | — | —  | — | Dancing in the Dark [single]                  |
| "Jersey Girl"                                                                               | 1984 | —  | 92 | —  | — | —  | — | Cover Me [single]                             |
| "Trapped" (Bruce Springsteen & The E Street Band)                                           | 1985 | 1  | —  | —  | — | —  | — | USA for Africa: We Are the World              |
| "Stand on It"                                                                               | 1985 | 32 | —  | —  | — | —  | — | Glory Days [single]                           |
| "Because the Night" (Bruce Springsteen & The E Street Band)                                 | 1986 | 22 | —  | —  | — | —  | — | Live/1975–85                                  |
| "All That Heaven Will Allow"                                                                | 1988 | 5  | —  | —  | — | —  | — | Tunnel of Love                                |
| "Chimes of Freedom"                                                                         | 1988 | 16 | —  | —  | — | —  | — | Chimes of Freedom                             |
| "Roll of the Dice"                                                                          | 1992 | 6  | —  | —  | — | —  | — | Human Touch                                   |
| "Youngstown"                                                                                | 1995 | —  | —  | —  | — | —  | — | The Ghost of Tom Joad                         |
| "American Skin (41 Shots)"                                                                  | 2001 | —  | —  | —  | — | —  | — | Enregistrat durant les sessions de The Rising |
| "Pay Me My Money Down"                                                                      | 2006 | —  | —  | —  | 8 | —  | — | We Shall Overcome: The Seeger Sessions        |
| "Long Walk Home"                                                                            | 2007 | —  | —  | —  | — | 57 | — | Magic                                         |
| "This Little Light of Mine"                                                                 | 2007 | —  | 98 | —  | — | —  | — | Live in Dublin                                |
| "American Land"                                                                             | 2008 | —  | 43 | —  | — | —  | — | We Shall Overcome: The Seeger Sessions        |
| "Life Itself"                                                                               | 2008 | —  | —  | —  | — | —  | — | Working on a Dream                            |
| "My City of Ruins"                                                                          | 2011 | —  | —  | 17 | — | —  | — | The Rising                                    |
| "Rocky Ground"                                                                              | 2012 | —  | —  | —  | — | —  | — | Wrecking Ball                                 |
| "Meet Me in the City"                                                                       | 2015 | —  | —  | —  | — | —  | — | The Ties That Bind: The River Collection      |
| "Party Lights"                                                                              | 2015 | —  | —  | —  | — | —  | — | The Ties That Bind: The River Collection      |
| "Western Stars"                                                                             | 2019 | —  | 87 | —  | — | —  | — | Western Stars                                 |
| "One Minute You're Here"                                                                    | 2020 | —  | 69 | —  | — | —  | — | Letter to You                                 |
| "Burnin' Train"                                                                             | 2020 | —  | —  | —  | — | —  | — | Letter to You                                 |
| "The Power of Prayer"                                                                       | 2020 | —  | 73 | —  | — | 89 | — | Letter to You                                 |
| "—" indica un àlbum que no va entrar a les llistes o no es va publicar en aquell territori. |      |    |    |    |   |    |   |                                               |

## Publicacions de diversos artistes
Springsteen també ha contribuït amb diverses actuacions a col·leccions de diversos artistes que no s'han inclòs als seus propis àlbums.

### Estudi
| Any    | Contribució                                | Àlbum                                                  |
| ------ | ------------------------------------------ | ------------------------------------------------------ |
| 1988   | "I Ain't Got No Home" and "Vigilante Man"  | Folkways: A Vision Shared                              |
| 1990   | "Viva Las Vegas"                           | The Last Temptation of Elvis                           |
| 1991   | "Chicken Lips and Lizard Hips"             | For Our Children                                       |
| 1994   | "Gypsy Woman"                              | A Tribute to Curtis Mayfield                           |
| 1999   | "Lift Me Up"                               | Limbo                                                  |
| 2002   | "Give My Love to Rose"                     | Kindred Spirits: A Tribute to the Songs of Johnny Cash |
| 2004   | "My Ride's Here"                           | Enjoy Every Sandwich: The Songs of Warren Zevon        |
| 2007   | "Once Upon a Time in the West"             | We All Love Ennio Morricone                            |
| 2007   | "Hobo's Lullaby" (with Pete Seeger)        | Give US Your Poor                                      |
| 2007   | "The Ghost of Tom Joad" (with Pete Seeger) | Sowing the Seeds – The 10th Anniversary                |
| 2014   | "Linda Paloma" (with Patti Scialfa)        | Looking Into You: A Tribute to Jackson Browne          |
| Fonts: |                                            |                                                        |

### Viu
| Any    | Contribució | Àlbum                                                  |
| ------ | --- | ------------------------------------------------------ |
| 1979   | "Stay" (amb Jackson Browne i Rosemary Butler); "Devil with the Blue Dress Medley" | No Nukes                                               |
| 1981   | "Santa Claus Is Comin' to Town" | In Harmony 2                                           |
| 1985   | "Trapped" | We Are the World                                       |
| 1987   | "Remember When the Music" | Harry Chapin Tribute                                   |
| 1987   | "Merry Christmas Baby" | A Very Special Christmas                               |
| 1996   | "Shake, Rattle and Roll"; "Great Balls of Fire" i "Whole Lotta Shakin' Goin' On" (amb Jerry Lee Lewis) | The Concert for the Rock and Roll Hall of Fame         |
| 2000   | "Riding My Car" i "Deportee (Plane Wreck at Los Gatos)" | Til We Outnumber 'Em                                   |
| 2001   | "My City of Ruins" | America: A Tribute to Heroes                           |
| 2009   | "The Rising" (amb The Joyce Garrett Singers) "This Land Is Your Land" (amb Pete Seeger, Tao Rodríguez-Seeger, i Inaugural Celebration Chorus) | The Official Inaugural Celebration (DVD)               |
| 2010   | "The Ghost of Tom Joad" (amb Tom Morello) "Fortunate Son" (amb John Fogerty)"Oh, Pretty Woman" (amb John Fogerty) "Jungleland" "A Fine Fine Boy" (amb Darlene Love) "New York State of Mind" (amb Billy Joel) "Born to Run" (amb Billy Joel) "(Your Love Keeps Lifting Me) Higher and Higher" (amb Love, Fogerty, Sam Moore, Joel i Morello) "Because the Night" (amb U2, Patti Smith i Roy Bittan) "I Still Haven't Found What I'm Looking For" (amb U2) | The 25th Anniversary Rock & Roll Hall of Fame Concerts |
| 2010   | "We Shall Overcome" | Hope for Haiti Now                                     |
| Fonts: | |                                                        |

## Aparicions com a convidat

### Senzills
| Títol                                                        | Any  | Màximes posicions | Màximes posicions | Màximes posicions | Màximes posicions | Màximes posicions | Màximes posicions | Màximes posicions | Màximes posicions | Màximes posicions | Màximes posicions | Certificacions                                          | Àlbum                                  |
| Títol                                                        | Any  | US                | AUS               | AUT               | CAN               | FRA               | NLD               | NZL               | SWE               | SWI               | UK                | Certificacions                                          | Àlbum                                  |
| ------------------------------------------------------------ | ---- | ----------------- | ----------------- | ----------------- | ----------------- | ----------------- | ----------------- | ----------------- | ----------------- | ----------------- | ----------------- | ------------------------------------------------------- | -------------------------------------- |
| "We Are the World" (com a part de USA for Africa)            | 1985 | 1                 | 1                 | 2                 | 1                 | 1                 | 1                 | 1                 | 1                 | 1                 | 1                 | - US: 4× Platí - UK: Plata - CAN: 3× Platí - FRA: Platí | We Are the World                       |
| "Chinatown" (Bleachers presentant Bruce Springsteen)         | 2020 | —                 | —                 | —                 | —                 | —                 | —                 | —                 | —                 | —                 | —                 |                                                         | Take the Sadness Out of Saturday Night |
| "Dustland" (The Killers presentant Bruce Springsteen)        | 2021 | —                 | —                 | —                 | —                 | —                 | —                 | —                 | —                 | —                 | —                 |                                                         | senzill sense àlbum                    |
| "Wasted Days" (John Mellencamp presentant Bruce Springsteen) | 2021 | —                 | —                 | —                 | —                 | —                 | —                 | —                 | —                 | —                 | —                 |                                                         | Strictly a One-Eyed Jack               |

### Àlbums
| Any    | Artista                                 | Àlbum/senzill                                    | Contribució |
| ------ | --------------------------------------- | ------------------------------------------------ | --- |
| 1977   | Ronnie Spector & The E Street Band      | Say Goodbye to Hollywood / Baby, Please Don't Go | guitarra acústica |
| 1978   | Robert Gordon with Link Wray            | Fresh Fish Special                               | piano a "Fire" |
| 1978   | The Dictators                           | Bloodbrothers                                    | vocalists a "Faster & Louder" |
| 1978   | Lou Reed                                | Street Hassle                                    | veu parlada/monòleg a "Street Hassle" |
| 1980   | Graham Parker                           | The Up Escalator                                 | veus de suport a "Endless Night" i "Paralyzed" |
| 1981   | Gary U.S. Bonds                         | Dedication                                       | productor, duet vocal principal a "Jolé Blon"; guitarra i veu a "This Little Girl"; va escriure tres cançons                                                                                              |
| 1982   | Gary U.S. Bonds                         | On the Line                                      | coproductor amb Steve Van Zandt; va escriure set cançons |
| 1982   | Donna Summer                            | Donna Summer                                     | guitarra/guitarra solista, veu de suport a "Protection" |
| 1982   | Little Steven & The Disciples of Soul   | Men Without Women                                | vocalista d'harmonies a "Men Without Women", "Angel Eyes" i "Until the Good Is Gone" |
| 1983   | Clarence Clemons & The Red Bank Rockers | Rescue                                           | guitarra rítmica a "Savin' Up"; productor/guitarra en la cara B del senzill sense àlbum "Summer on Signal Hill"                                                                                           |
| 1985   | USA for Africa                          | We Are the World                                 | vocalista principal compartit a "We Are the World" |
| 1985   | Artists United Against Apartheid        | Sun City                                         | vocalista principal compartit a "Sun City" |
| 1986   | Jersey Artists for Mankind              | "We've Got the Love" / "Save Love, Save Life"    | guitarra solista a "We've Got the Love" |
| 1987   | Little Steven                           | Freedom – No Compromise                          | duet vocalista principal a "Native American" |
| 1989   | Roy Orbison                             | A Black &amp; White Night Live                   | veus de suport i guitarra |
| 1989   | L. Shankar with The Epidemics           | Eye Catcher                                      | harmònica a "Up to You" |
| 1990   | Nils Lofgren                            | Silver Lining                                    | veus de suport a "Valentine" |
| 1991   | Southside Johnny &amp; The Asbury Jukes | Better Days                                      | vocalista principal compartit a "It's Been a Long Time" teclats/guitarres/veus de suport a "All the Way Home"                                                                                             |
| 1991   | John Prine                              | The Missing Years                                | veus de suport a "Take a Look at My Heart" |
| 1993   | Patti Scialfa                           | Rumble Doll                                      | guitarra i teclats |
| 1995   | Joe Grushecky & the Houserockers        | American Babylon                                 | productor de l'àlbum i suport en vuit cançons; va coescriure "Dark and Bloody Ground" i "Homestead" |
| 1995   | Elliott Murphy                          | Selling the Gold                                 | vocalista convidat a "Everything I Do (Leads Me Back to You)" |
| 1996   | Joe Ely                                 | Letter to Laredo                                 | veu de suport a "All Just to Get to You" i "I'm a Thousand Miles from Home" |
| 1999   | Joe Grushecky                           | Live: Down the Road Apiece                       | guitarra i vocalista a "Talking to the King", "Pumping Iron" i "Down the Road Apiece" |
| 1999   | Mike Ness                               | Cheating at Solitaire                            | vocalista i guitarra a "Misery Loves Company" |
| 2000   | Emmylou Harris                          | Red Dirt Girl                                    | vocalista d'harmonies a "Tragedy" |
| 2000   | John Wesley Harding                     | Awake                                            | duet vocal a "Wreck on the Highway" |
| 2002   | Marah                                   | Float Away with the Friday Night Gods            | veu de suport i guitarra solista a "Float Away" |
| 2003   | Soozie Tyrell                           | White Lies                                       | Guitarra principal a "White Lines"; vocalista de suport a "Ste. Genevieve" |
| 2003   | Warren Zevon                            | The Wind                                         | guitarra elèctrica i vocalista de suport a "Disorder In The House"; vocalista de suport a "Prison Grove"                                                                                                  |
| 2004   | Clarence Clemons                        | Live in Asbury Park Vol. II                      | guitarra i vocalista a "Raise Your Hand" |
| 2004   | Patti Scialfa                           | 23rd Street Lullaby                              | guitarra elèctrica i teclat electrònic a "You Can't Go Back", "Rose" i "Love (Stand Up)" |
| 2004   | Gary U.S. Bonds                         | Back in 20                                       | vocalista convidat amb Southside Johnny a "Can't Teach an Old Dog New Tricks" |
| 2004   | Jesse Malin                             | Messed Up Here Tonight                           | guitarra i vocalista a "Wendy" |
| 2006   | Joe Grushecky                           | A Good Life                                      | vocalista i guitarra a "Code of Silence", "Is She the One", "A Good Life" i "Searching for My Soul" |
| 2006   | Sam Moore                               | Overnight Sensational                            | vocalista convidat a "Better to Have and Not Need" |
| 2006   | Jerry Lee Lewis                         | Last Man Standing                                | veus de suport a "Pink Cadillac" |
| 2007   | Jesse Malin                             | Glitter in the Gutter                            | vocalista a "Broken Radio" |
| 2007   | Patti Scialfa                           | Play It as It Lays                               | guitarra |
| 2009   | Bernie Williams                         | Moving Forward                                   | guitarra i vocalista a "Glory Days" |
| 2009   | Rosanne Cash                            | The List                                         | vocalista a "Sea of Heartbreak" |
| 2009   | John Fogerty                            | The Blue Ridge Rangers Rides Again               | vocalista a "When Will I Be Loved" |
| 2010   | Ray Davies                              | See My Friends                                   | vocalista a "Better Things" |
| 2010   | Alejandro Escovedo                      | Street Songs of Love                             | vocalista a "Faith" |
| 2011   | Dropkick Murphys                        | Going Out in Style                               | duet vocalista a "Peg o' My Heart" |
| 2012   | Pete Seeger & Lorre Wyatt               | A More Perfect Union                             | duet vocalista a "God's Counting on Me... God's Counting on You" |
| 2012   | Jimmy Fallon                            | Blow Your Pants Off                              | duet vocalista a "Neil Young Sings 'Whip My Hair'" |
| 2013   | Dropkick Murphys                        | Rose Tattoo: For Boston Charity EP               | veu convidada al nou enregistrament de la cançó de Dropkick Murphy "Rose Tattoo". Totes les vendes de la descàrrega exclusiva d'iTunes van a les víctimes de les explosions a la Marató de Boston de 2013 |
| 2020   | Dion                                    | "Hymn to Him"                                    | cançó actualitzada de Velvet & Steel de Dion (1986) presentant Springsteen (guitarra) & Patti Scialfa (veus)                                                                                              |
| 2022   | John Mellencamp                         | "Strictly a One-Eyed Jack"                       | guiterra elèctrica, vocalista a "Did You Say Such a Thing", "Wasted Days" i "A Life Full of Rain" |
| Fonts: |                                         |                                                  | |

## Videografia

### Àlbums de vídeo
| Curs | Títol | Certificació                      |
| ---- | --- | --------------------------------- |
| 1989 | Video Antology / 1978-88 - Estrena: 31 de gener de 1989 - Segell: Columbia Records                                    |                                   |
| 1992 | In Concert/MTV Plugged - Estrena: 15 de desembre de 1992 - Segell: Columbia Records                                   | - AUS: platí - SPA: Or            |
| 1996 | Blood Brothers - Estrena: 3 de març de 1996 - Segell: Columbia Records                                                |                                   |
| 2001 | The Complete Video Anthology / 1978-2000 - Publicat: 16 de gener de 2001 - Segell: Columbia Records                   | - EUA: 3 × platí - AUS: 3 × platí |
| 2001 | Live in New York City - Publicació: 6 de novembre de 2001 - Segell: Columbia Records                                  | - AUS: 2 × platí                  |
| 2003 | Live in Barcelona - Publicat: 18 de novembre de 2003 - Segell: Columbia Records                                       | - EUA: 4 × platí - AUS: 3 × platí |
| 2005 | VH1 Storytellers - Publicat: 6 de setembre de 2005 - Segell: Columbia Records                                         | - AUS: platí                      |
| 2005 | Wings for Wheels - Publicat: 14 de novembre de 2005 - Segell: Columbia Records                                        |                                   |
| 2005 | Hammersmith Odeon London '75 - Publicat: 14 de novembre de 2005 - Segell: Columbia Records                            |                                   |
| 2007 | Live in Dublín - Publicat: 5 de juny de 2007 - Segell: Columbia Records                                               | - AUS: platí                      |
| 2010 | London Calling: Live in Hyde Park - Publicat: 22 de juny de 2010 - Segell: Columbia Records                           | - AUS: 2 × platí                  |
| 2010 | The Promise: The Making of Darkness of the Edge of Town - Publicat: 16 de novembre de 2010 - Segell: Columbia Records |                                   |
| 2013 | Springsteen & I - Publicat: 22 de juliol de 2013 - Segell: Black Dog Films                                            |                                   |
| 2014 | Born in the U.S.A Live: London 2013 - Publicat: 14 de gener de 2014 - Segell: Columbia Records                        |                                   |
| 2014 | A MusiCares Tribute to Bruce Springsteen - Publicat: 25 de març de 2014 - Segell: Columbia Records                    |                                   |
| 2014 | Bruce Springsteen's High Hopes - Publicat: 4 d'abril de 2014 - Etiqueta: HBO                                          |                                   |
| 2014 | High Hopes in South Africa - Publicat: 10 de maig de 2014 - Segell: Sony Music Netherlands                            |                                   |
| 2019 | Western Stars - Estrena: 25 d'octubre de 2019 (cinemes); 19 de desembre de 2019 (Blu-ray) - Segell: Warner Bros.      |                                   |

### Vídeos musicals
| Any  | Títol                                                    | Director                     | Ref.    |
| ---- | -------------------------------------------------------- | ---------------------------- | ------- |
| 1982 | "Atlantic City"                                          | Arnold Levine                | [ 115 ] |
| 1984 | "Dancing in the Dark"                                    | Brian De Palma               | [ 116 ] |
| 1984 | "Born in the U.S.A."                                     | John Sayles                  | [ 117 ] |
| 1985 | "I'm on Fire"                                            | John Sayles                  | [ 118 ] |
| 1985 | "Glory Days"                                             | John Sayles                  | [ 119 ] |
| 1985 | "My Hometown"                                            | Arthur Rosato                | [ 120 ] |
| 1986 | "War"                                                    | Arthur Rosato                | [ 121 ] |
| 1987 | "Born to Run" (version 1)                                | Arthur Rosato                | [ 122 ] |
| 1987 | "Brilliant Disguise"                                     | Meiert Avis                  | [ 123 ] |
| 1987 | "Tunnel of Love"                                         | Meiert Avis                  | [ 124 ] |
| 1988 | "Born to Run" (version 2)                                | Meiert Avis                  |         |
| 1988 | "One Step Up"                                            | Meiert Avis                  |         |
| 1988 | "Tougher Than the Rest"                                  | Meiert Avis                  |         |
| 1988 | "Spare Parts"                                            | Carol Dodds                  |         |
| 1992 | "Human Touch"                                            | Meiert Avis                  | [ 125 ] |
| 1992 | "Better Days"                                            | Meiert Avis                  | [ 126 ] |
| 1992 | "57 Channels (And Nothin' On)"                           | Adam Bernstein               |         |
| 1992 | "Leap of Faith"                                          | Meiert Avis                  | [ 127 ] |
| 1994 | "Streets of Philadelphia"                                | Jonathan Demme and Ted Demme | [ 128 ] |
| 1995 | "Murder Incorporated"                                    | Jonathan Demme               | [ 129 ] |
| 1995 | "Thunder Road"                                           | Milton Lage                  |         |
| 1995 | "Secret Garden"                                          | Peter Care                   | [ 130 ] |
| 1995 | "Hungry Heart"                                           | The Torpedo Twins            | [ 131 ] |
| 1996 | "Dead Man Walkin'"                                       | Tim Robbins                  | [ 132 ] |
| 1996 | "The Ghost of Tom Joad"                                  | Arnold Levine                | [ 133 ] |
| 2000 | "Highway Patrolman"                                      | Sean Penn                    |         |
| 2000 | "If I Should Fall Behind"                                | Jonathan Demme               |         |
| 2001 | "American Skin (41 Shots)" (directe a Nova York)         | Jonathan Demme               |         |
| 2002 | "Lonesome Day"                                           | Mark Pellington              |         |
| 2002 | "The Rising" (directe a MTV VMAs)                        |                              |         |
| 2002 | "Waitin' On a Sunny Day"                                 | Chris Hilson                 |         |
| 2005 | "Devils & Dust"                                          | Danny Clinch                 |         |
| 2006 | "Bring 'em Home" (directe)                               | Chris Hilson                 |         |
| 2006 | "Pay Me My Money Down"                                   | Thom Zimny                   |         |
| 2006 | "O Mary Don't You Weep"                                  | Thom Zimny                   |         |
| 2006 | "American Land" (directe)                                | Thom Zimny & Chris Hilson    |         |
| 2006 | "How Can a Poor Man Stand Such Times and Live" (directe) | Chris Hilson                 |         |
| 2007 | "Radio Nowhere"                                          | Thom Zimny                   | [ 134 ] |
| 2007 | "Long Walk Home"                                         | Thom Zimny                   |         |
| 2008 | "Girls in Their Summer Clothes" (Winter Mix)             | Mark Pellington              |         |
| 2008 | "A Night with the Jersey Devil"                          |                              |         |
| 2008 | "Working on a Dream"                                     |                              |         |
| 2008 | "My Lucky Day"                                           |                              |         |
| 2008 | "Life Itself"                                            |                              |         |
| 2009 | "The Wrestler"                                           |                              |         |
| 2010 | "Save My Love"                                           |                              |         |
| 2010 | "Ain't Good Enough for You"                              |                              |         |
| 2011 | "Rocky Ground"                                           |                              |         |
| 2012 | "We Take Care of Our Own"                                | Thom Zimny                   | [ 136 ] |
| 2012 | "Death to My Hometown"                                   |                              |         |
| 2013 | "Sólo le Pido a Dios"                                    |                              | [ 137 ] |
| 2013 | "Dream Baby Dream"                                       |                              | [ 138 ] |
| 2013 | "High Hopes"                                             | Thom Zimny                   | [ 139 ] |
| 2014 | "Just Like Fire Would"                                   | Thom Zimny                   | [ 140 ] |
| 2014 | "The Wall"                                               | Thom Zimny                   |         |
| 2014 | "American Beauty"                                        | Thom Zimny                   | [ 141 ] |
| 2014 | "Hunter of Invisible Game"                               | Thom Zimny                   |         |
| 2019 | "Tucson Train"                                           | Thom Zimny                   | [ 142 ] |
| 2019 | "Western Stars"                                          | Thom Zimny                   | [ 143 ] |
| 2020 | "Letter to You"                                          | Thom Zimny                   | [ 144 ] |
| 2020 | "Ghosts"                                                 | Thom Zimny                   | [ 145 ] |
| 2020 | "The Power of Prayer"                                    | Thom Zimny                   | [ 146 ] |
| 2022 | "Do I Love You (Indeed I Do)"                            | Thom Zimny                   | [ 147 ] |
| 2022 | "Nightshift"                                             | Thom Zimny                   |         |
| 2022 | "Don't Play That Song"                                   | Thom Zimny                   |         |
| 2022 | "Turn Back the Hands of Time"                            | Thom Zimny                   |         |